# Tom Savini
Thomas Vincent Savini (Pittsburgh Pensilvania; 3 de noviembre de 1946), más conocido como Tom Savini, es un actor, director, especialista de cine y artista de efectos especiales y maquillaje estadounidense. 
Como encargado de maquillaje y efectos especiales, es conocido principalmente por su trabajo en películas del director George A. Romero como Martin, Dawn of the Dead, Day of the Dead, Creepshow y Monkey Shines. También trabajó en los efectos especiales de otras películas de terror, como Friday the 13th, Friday the 13th: The Final Chapter, Manic, The Burning, El asesino de Rosemary y The Texas Chainsaw Massacre 2.
Savini dirigió el largometraje La noche de los muertos vivientes (1990), una nueva versión de la película homónima que Romero estrenó en 1968. Sus otros trabajos como director incluyen unos episodios de la serie de televisión Tales from the Darkside y un segmento de la película The Theatre Bizarre. Savini también ha desarrollado la labor de especialista de cine y actor, apareciendo en las cintas Knightriders, From Dusk Till Dawn, Planet Terror, Machete, Django Unchained y Machete Kills.

## Biografía

### Primeros años

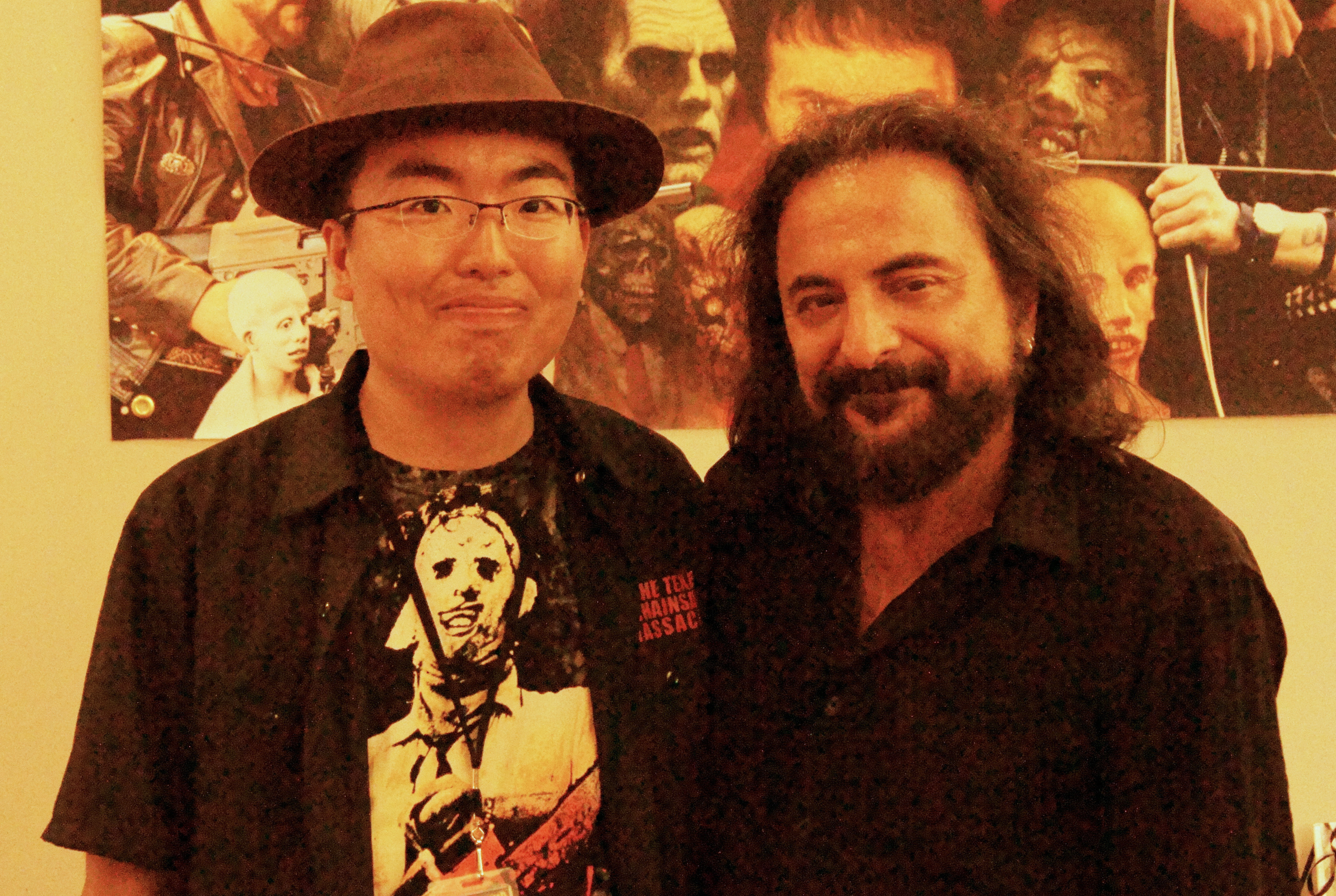
Tom Savini

Savini nació en Pittsburgh, Pensilvania, hijo de inmigrantes italianos. Su padre era un trabajador siderúrgico. Savini se interesó desde joven por el cine de terror y por el uso del maquillaje en esas películas. Su principal inspiración fue la cinta El hombre de las mil caras (1957), que vio cuando tenía 11 años, una obra donde James Cagney interpreta al actor Lon Chaney. Según sus palabras: "Me di cuenta que por cada monstruo, había alguien detrás de escena que los creaba, y desde ese momento supe que quería ser ese alguien".
Savini participó en la guerra de Vietnam como fotógrafo. Según sus propias palabras, la experiencia lo inspiró para sus futuros trabajos dentro del género del terror: "Vietnam fue para mí una lección de anatomía. Desde entonces, sé que he conseguido realizar un buen trabajo cuando lo que he hecho me transmite la misma sensación que las cosas que vi allí". Savini utilizó su habilidad en Vietnam, generalmente asustando a los nativos con un maquillaje de "monstruo".
En 1970 mientras Savini estaba en su turno de guardia, vio que en la jungla se prendía una bengala. Savini disparó su arma hacia el lugar sin informar a su superiores. Otros soldados se unieron a él hasta que salió un pato ileso de entre los arbustos. Debido a esto, Savini fue retirado de su puesto de guardia a la mañana siguiente. Esa misma noche fueron atacados y murieron varios soldados. Desde ese entonces recibió el apodo Duck Slayer y no volvió a comer pato jamás.

### Carrera
Tom Savini es conocido por su trabajo en el área de los efectos especiales y maquillaje. Comenzó trabajando con el director de Pittsburgh George A. Romero, haciendo los efectos para las escenas iniciales de Martin (1977). Al año siguiente, trabajando en Dawn of the Dead, Savini se especializó en crear marcas de heridas. El efecto logrado en esta película fue igualado en Day of the Dead (1985), donde también trabajó Savini.
Savini además trabajó en películas de Dario Argento y Tobe Hooper.
Apareció en un capítulo de Los Simpson llamado Worst Episode Ever.

## Filmografía

### Actor
- Locke & Key (2020)
- From Dusk till Dawn: The Series (2014)
- Machete Kills (2013)
- Django Unchained (2012)
- The Perks of Being a Wallflower (2012)
- Machete (2010)
- Lost Boys: The Tribe (2008)
- Planet Terror (2007)
- Land of the Dead (2005)
- Dawn of the Dead (2004)
- Children of the Living Dead (2001)
- From Dusk Till Dawn (1996)
- Creepshow 2 (1987)
- Creepshow (1982)
- Knightriders (1981)
- Maniac (1980)
- Dawn of the Dead (1978)

### Maquillaje
- La matanza de Texas 2 (1986)
- Day of the Dead (1985)
- Viernes 13: El capítulo final (1984)
- The Prowler (1981)
- The Burning (1981)
- Maniac (1980)
- Viernes 13 (1980)

### Efectos especiales
- Grindhouse (Thanksgiving) (2007)
- Day of the Dead (1985)
- Viernes 13: El capítulo final (1984)
- Creepshow (1982)
- Dawn of the Dead (1978)

### Doble de acrobacias
- Viernes 13 (1980)
- Dawn of the Dead (1978)